# Línea N102 (Interurbanos Madrid)
La línea N102 de la red de autobuses interurbanos de Madrid une la terminal de autobuses del Intercambiador de Plaza de Castilla con San Sebastián de los Reyes de forma circular.

## Características
Esta línea une a los habitantes de diferentes barrios de San Sebastián de los Reyes (y parte de Alcobendas) con el norte de Madrid y viceversa por las noches cuando dejan de prestar servicio las líneas diurnas. Su recorrido abarca tramos cubiertos por las líneas 152C, 154, 154C, 156, 159, 161 y 171. Realiza un recorrido circular por San Sebastián de los Reyes, con la particularidad de que pasa dos veces por el Paseo de Europa.
A pesar de que técnicamente la línea cuente con una cabecera para las expediciones de vuelta situada en la Avenida Matapiñonera, su paso por la misma es aproximado. Los servicios no pararán a cumplir un horario programado de vuelta puesto que la línea es completamente circular y realiza el servicio de ida a San Sebastián de los Reyes y vuelta a Madrid seguido. Esta cabecera de las expediciones de vuelta sí se utiliza excepcionalmente como punto de origen con horario fijo en los horarios especiales de Navidad, en la que se altera el servicio nocturno, comenzando primero con una expedición de vuelta hacia Madrid pasada la medianoche.
Desde el 15 de mayo del 2020, la línea dejó de circular por la Calle Real de San Sebastián de los Reyes, en su lugar lo hace por el Paseo de Europa. Esto se debió a que el ayuntamiento de San Sebastián de los Reyes autorizó a los establecimientos a ocupar la calzada de la Calle Real como terraza debido a las restricciones de aforo impuestas por las medidas durante la pandemia del COVID-19. Aunque se permitió la circulación en sentido norte, solo era para coches y se cortó el tráfico a autobuses en ambos sentidos, afectando a diversas líneas urbanas e interurbanas que circulaban por dicha Calle Real de San Sebastián de los Reyes. Todas las líneas fueron desviadas y sus paradas trasladadas a las ya existentes en el Paseo de Europa. Aunque actualmente se permite el tráfico hacia el norte en la Calle Real de San Sebastián de los Reyes, todas las líneas de autobús ya tienen las rutas modificadas y no hay planes para que retomen sus antiguas rutas. Fueron varias las paradas que dejaron de operar que se encontraban dentro de la Calle Real de San Sebastián de los Reyes, pero las que afectaron a la línea N102 fueron: 11983 - Calle Real - Centro de Salud, 06786 - Calle Real - Ayuntamiento y 06790 - Calle Real - Calle del Sacramento. La parada 06790 sigue estando operativa por otras líneas.
El 8 de octubre del 2021 se creó la parada 20898 - Avenida de España - Calle de Viveros en la Avenida de España de San Sebastián de los Reyes para las expediciones de vuelta, sirviendo para todas aquellas líneas que ya no circulaban por la Calle Real y lo hacían por el Paseo de Europa.
Se complementa con la línea N101 para dar servicio a la zona de Arroyo de la Vega en La Moraleja, que recibe un servicio nocturno cada media hora al poder utilizar ambas líneas.
Al igual que el resto de líneas interurbanas nocturnas, la línea N102 tiene su salida y llegada en el intercambiador de Plaza de Castilla en superficie, puesto que la zona subterránea no presta servicio de autobuses durante la noche.
Al igual que el resto de líneas interurbanas nocturnas, en los carteles electrónicos se omite la N de la numeración, quedando los carteles con tan sólo el número 102.
Siguiendo la numeración de líneas del CRTM, las líneas que circulan por el corredor 1 son aquellas que dan servicio a los municipios situados en torno a la A-1 y comienzan con un 1.
La línea mantiene los mismos horarios todos los días de la semana, sin importar los días festivos o vísperas de festivos como suelen hacer algunos servicios nocturnos de otras líneas.
La línea mantiene los mismos horarios todo el año (exceptuando las vísperas de festivo y festivos de Navidad).
Está operada por la empresa Interbus mediante la concesión administrativa VCM-101 - Madrid - Alcobendas - Algete - Tamajón (Viajeros Comunidad de Madrid) del Consorcio Regional de Transportes de Madrid.

## Horarios
| Todos los días                               |       |       |       |       |       |       |
| Madrid > San Sebastián de los Reyes > Madrid |       |       |       |       |       |       |
| 00:00                                        | 01:00 | 02:00 | 03:00 | 04:00 | 05:00 | 06:00 |

Paso por la Avenida Matapiñonera (San Sebastián de los Reyes) aproximadamente 15 minutos después de su salida de Madrid. Duración del recorrido circular completo aproximadamente 1 hora.

## Recorrido y paradas
La línea inicia su recorrido en el intercambiador en superficie de Plaza de Castilla, en la dársena 44, en este punto se establece correspondencia con todas las líneas de los corredores 1 y 7 con cabecera en el intercambiador de Plaza de Castilla. Al igual que el resto de líneas interurbanas nocturnas, la línea N102 tiene su salida y llegada en el intercambiador de Plaza de Castilla en superficie, puesto que la zona subterránea no presta servicio de autobuses durante la noche. En la superficie efectúan parada varias líneas urbanas con las que tiene correspondencia, y a través de pasillos subterráneos enlaza con las líneas 1, 9 y 10 del Metro de Madrid.
Tras abandonar el intercambiador en superficie, la línea sale al Paseo de la Castellana, donde tiene una primera parada frente al Hospital La Paz (subida de viajeros). A partir de aquí sale por la M-30 hasta el nudo de Manoteras y toma la A-1.
En la vía de servicio tiene 5 paradas que prestan servicio al área industrial y empresarial de la A-1 hasta llegar al km. 15, donde toma la salida hacia el Parque Empresarial del Soto de La Moraleja.
Dentro de dicho área empresarial, atraviesa la Calle de la Caléndula y la Avenida de Bruselas y efectúa parada junto a la Estación de La Moraleja. A continuación pasa bajo la A-1 y discurre por la Avenida de la Vega hasta girar hacia el norte por la Avenida de la Transición Española o Avenida de Barajas.
Al final de la Avenida de Barajas, llega a la Rotonda de Moscatelares y gira a la derecha por la Avenida del Juncal, por la que circula hasta la intersección con la Avenida Matapiñonera, por la que gira y circula a continuación, con paradas que dan servicio al Polígono Industrial de San Sebastián de los Reyes y el Plaza Norte 2.
Al final de la avenida, gira a la derecha para tomar la Calle Real, y vuelve a girar a la derecha por el Paseo de Europa, el cual recorre totalmente hasta llegar a la Rotonda de Moscatelares y se adentra en el casco urbano de San Sebastián de los Reyes por la Avenida de España. Gira a la derecha hacia la Calle Real y luego a la izquierda por la Avenida de Colmenar Viejo.
Tras su paso por la Avenida de Colmenar Viejo gira a la izquierda y circula por la Calle Asturias hasta que la intersección con la Avenida de la Sierra, donde gira a la derecha para circular por la misma. Al final de esta avenida gira a la izquierda para circular por la Avenida de Baunatal. Al llegar a la Plaza de la Universidad Popular, sale por la Avenida de Rosa de Luxemburgo, al final de la cual gira a la derecha para incorporarse a la Avenida de Aragón, siguiendo por la Avenida de Tenerife, continuación natural, donde al final de ésta gira a la derecha por la Calle de la Isla Graciosa.
Al finalizar la Calle de la Isla Graciosa, la línea se incorpora de nuevo al Paseo de Europa, atravesándolo por segunda vez, girando al final a la izquierda en la Rotonda de Moscatelares para bajar por la Avenida de España saliendo de San Sebastián de los Reyes.
A partir de aquí, retoma la Avenida de la Vega y realiza un recorrido idéntico al de ida, tan solo añadiendo las paradas 06864 - Carretera A-1 - El Encinar de los Reyes y 3265 - Avenida de Burgos Nº87 - Paso Elevado. Las parejas de las paradas 06864 y 3265 no se realizan a la ida.
| Código | Zona | Localidad                  | Denominación                                               | Ubicación                                        | Líneas de la parada | Metro             |
| --- | ---- | -------------------------- | ---------------------------------------------------------- | ------------------------------------------------ | --- | ----------------- |
| 18074B |      | Madrid                     | Intercambiador de Plaza de Castilla - Dársena 43           | Paseo de la Castellana Nº195                     | 173 174 152C 156 161 N102                                                                                                 | Plaza de Castilla |
| 3253 |      | Madrid                     | Paseo de la Castellana - Hospital La Paz                   | Paseo de la Castellana Nº304 - Acceso Nudo Norte | 173 174 176 151 152C 153 154C 155 155B 156 157 157C 159 161 171 181 182 183 184 185 191193194195196197N101 N102 N103 N104 | Begoña            |
| 3261 |      | Madrid                     | Avenida de Burgos - Avenida de Francisco Pi y Margall      | Avenida de Burgos km. 10,3                       | 173 174 176 151 152C 153 154C 155 155B 156 157 157C 159 161 171 181 182 183 184 185 N101 N102 N103                        |                   |
| 06686 |      | Madrid                     | Avenida de Burgos - Centro Comercial Sanchinarro           | Avenida de Burgos Nº133                          | 151 152C 153 154C 155 156 157 157C 158 159 161 171 181 182 183 184 185 N101 N102 N103                                     |                   |
| 06687 |      | Madrid                     | Avenida de Burgos - Dominicos                              | Avenida de Burgos km. 11,3                       | 151 152C 153 154C 155 156 157 157C 158 159 161 171 181 182 183 184 185 N101 N102 N103                                     |                   |
| 06689 |      | Alcobendas                 | Carretera A-1 - Calle de Cuesta Blanca                     | Carretera de Irún km. 13,7                       | 151 152C 153 154C 156 158 159 161 171 181 182 183 184 185 N101 N102 N103                                                  |                   |
| 12239 |      | Alcobendas                 | Calle de la Caléndula - Calle de la Yuca                   | Calle de la Caléndula Nº141                      | 159 N101 N102 |                   |
| 12237 |      | Alcobendas                 | Calle de la Caléndula - Residencial Minipark               | Calle de la Caléndula Nº180                      | 159 N101 N102 |                   |
| 12094 |      | Alcobendas                 | Avenida de Bruselas - Centro Empresarial                   | Avenida de Bruselas Nº33                         | 159 N101 N102 9 |                   |
| 12930 |      | Alcobendas                 | Avenida de Bruselas - Centro Comercial                     | Avenida de Bruselas Nº27                         | 159 N101 N102 9 |                   |
| 11799 |      | Alcobendas                 | Avenida de Bruselas - Estación de La Moraleja              | Avenida de Bruselas Nº15                         | 159 N102 9 10 | La Moraleja       |
| 11797 |      | Alcobendas                 | Avenida de Bruselas - Calle de la Salvia                   | Avenida de Bruselas Nº5                          | 159 N102 9 10 |                   |
| 11795 |      | Alcobendas                 | Avenida de La Vega - Calle de Francisca Delgado            | Avenida de La Vega Nº13                          | 159 N101 N102 2 5 9 10 |                   |
| 11793 |      | Alcobendas                 | Avenida de La Vega - Calle de Anabel Segura                | Avenida de La Vega Nº7                           | 159 N101 N102 2 5 9 10 |                   |
| 06840 |      | Alcobendas                 | Avenida de Barajas - Arroyo de La Vega                     | Avenida de Barajas Nº4                           | 827 828 N101 N102 2 5 9 10                                                                                                |                   |
| A partir de aquí comienza el servicio de vuelta, y se cambian los carteles electrónicos hacia Madrid. La hora de paso por esta parada es aproximadamente 15 minutos después de salir de Madrid |      |                            |                                                            |                                                  | |                   |
| 15392 |      | San Sebastián de los Reyes | Avenida Matapiñonera - Camino del Juncal                   | Avenida Matapiñonera Nº24                        | 156 171 180 N102 4 |                   |
| 12820 |      | San Sebastián de los Reyes | Avenida Matapiñonera - Plaza Norte                         | Avenida Matapiñonera Nº24                        | 156 171 180 N102 4 |                   |
| 12217 |      | San Sebastián de los Reyes | Avenida Matapiñonera - Avenida del Cerro del Águila        | Avenida Matapiñonera Nº24                        | 156 171 180 N102 4 |                   |
| 12218 |      | San Sebastián de los Reyes | Avenida Matapiñonera - Avenida del Camino de lo Cortao     | Avenida Matapiñonera Nº6                         | 156 171 180 N102 4 |                   |
| 20899 |      | San Sebastián de los Reyes | Calle Real - Cementerio                                    | Calle Real Nº118                                 | 156 166 N102 4 5 | Reyes Católicos   |
| 17238 |      | San Sebastián de los Reyes | Paseo de Europa - Calle de Leopoldo Gimeno                 | Paseo de Europa Nº26                             | 152C 156 161 171 180 181 182 183 184 N102 N103 4 5                                                                        |                   |
| 06751 |      | San Sebastián de los Reyes | Paseo de Europa - Parque Picos de Olite                    | Paseo de Europa Nº26                             | 152C 156 161 171 180 181 182 183 184 191 193 194 195 196 197 N102 N103 N104 VAC-2424 5                                    |                   |
| 15191 |      | San Sebastián de los Reyes | Paseo de Europa - Avenida de España                        | Paseo de Europa Nº26                             | 152C 156 161 171 180 181 182 183 184 191193194195196197N102 N103 N1044 5                                                  |                   |
| 20898 |      | San Sebastián de los Reyes | Avenida de España - Calle de Viveros                       | Avenida de España Nº6                            | 152C 156 161 171 N102 4 5                                                                                                 |                   |
| 06787 |      | San Sebastián de los Reyes | Avenida de Colmenar Viejo - Calle de Ramón Esteban         | Avenida de Colmenar Viejo Nº16                   | N102 4 5 |                   |
| 06791 |      | San Sebastián de los Reyes | Avenida de Colmenar Viejo - Calle del Río Duero            | Avenida de Colmenar Viejo                        | 154C N102 4 5 |                   |
| 06794 |      | San Sebastián de los Reyes | Avenida de la Sierra - Calle Navas de Tolosa               | Avenida de la Sierra Nº23                        | 154C 158 N102 4 5 |                   |
| 06796 |      | San Sebastián de los Reyes | Avenida de Baunatal - Plaza de Andrés Caballero            | Avenida de Baunatal Nº2                          | 154 154C 158 N102 4 5 |                   |
| 06804 |      | San Sebastián de los Reyes | Plaza de la Universidad Popular - Estación de Baunatal     | Plaza de la Universidad Popular Nº2              | 153 154 154C 158 827A N102 4 5                                                                                            | Baunatal          |
| 10447 |      | San Sebastián de los Reyes | Avenida de Rosa Luxemburgo - Calle de Calderón de la Barca | Avenida de Rosa Luxemburgo Nº13                  | 154C 158 N102 4 |                   |
| 10449 |      | San Sebastián de los Reyes | Avenida de Aragón - Centro de Salud                        | Avenida de Aragón Nº15                           | 154C N102 4 |                   |
| 06806 |      | San Sebastián de los Reyes | Avenida de Aragón - Parque Velódromo                       | Avenida de Aragón Nº2                            | 154C N102 4 |                   |
| 15850 |      | San Sebastián de los Reyes | Avenida de Tenerife - Calle de La Gomera                   | Avenida de Tenerife Nº6                          | 154C N102 |                   |
| 17409 |      | San Sebastián de los Reyes | Avenida de Tenerife - Calle de Beatriz Galindo             | Avenida de Tenerife Nº20A                        | 154C N102 |                   |
| 15851 |      | San Sebastián de los Reyes | Avenida de Tenerife - Calle Lanzarote                      | Avenida de Tenerife Nº28                         | 161 N102 |                   |
| 11981 |      | San Sebastián de los Reyes | Avenida de la Isla Graciosa - Antena 3                     | Avenida de la Isla Graciosa Nº10                 | 152C 161 N102 |                   |
| 11982 |      | San Sebastián de los Reyes | Avenida de la Isla Graciosa - Calle de la Isla del Hierro  | Avenida de la Isla Graciosa Nº7                  | 152C 161 N102 |                   |
| 17238 |      | San Sebastián de los Reyes | Paseo de Europa - Calle de Leopoldo Gimeno                 | Paseo de Europa Nº26                             | 152C 156 161 171 180 181 182 183 184 N102 N103 4 5                                                                        |                   |
| 06751 |      | San Sebastián de los Reyes | Paseo de Europa - Parque Picos de Olite                    | Paseo de Europa Nº26                             | 152C 156 161 171 180 181 182 183 184 191 193 194 195 196 197 N102 N103 N104 VAC-2424 5                                    |                   |
| 15191 |      | San Sebastián de los Reyes | Paseo de Europa - Avenida de España                        | Paseo de Europa Nº26                             | 152C 156 161 171 180 181 182 183 184 191193194195196197N102 N103 N1044 5                                                  |                   |
| 07236 |      | Alcobendas                 | Avenida de España - Calle de Mariano Sebastián Izuel       | Avenida de España Nº72                           | 151 153 158 180 827 828 N101 N102 2 5 10                                                                                  |                   |
| 11333 |      | Alcobendas                 | Avenida de La Vega - Avenida de Barajas                    | Avenida de La Vega Nº2                           | 159 N102 2 9 11 |                   |
| 11792 |      | Alcobendas                 | Avenida de La Vega - Calle de Anabel Segura                | Avenida de La Vega Nº8                           | 159 N102 2 9 11 |                   |
| 18283 |      | Alcobendas                 | Calle de Francisca Delgado - Avenida de La Vega            | Calle de Francisca Delgado Nº7                   | 159 N102 9 11 |                   |
| 11796 |      | Alcobendas                 | Avenida de Bruselas - Calle de Francisca Delgado           | Avenida de Bruselas Nº6                          | 159 N102 9 11 |                   |
| 11798 |      | Alcobendas                 | Avenida de Bruselas - Estación de La Moraleja              | Avenida de Bruselas Nº14                         | 159 N102 9 11 | La Moraleja       |
| 12929 |      | Alcobendas                 | Avenida de Bruselas - Centro Comercial                     | Avenida de Bruselas Nº26                         | 159 N102 9 |                   |
| 12093 |      | Alcobendas                 | Avenida de Bruselas - Centro Empresarial                   | Avenida de Bruselas Nº34                         | 159 N102 9 |                   |
| 12236 |      | Alcobendas                 | Calle de la Caléndula - Residencial Minipark               | Calle de la Caléndula Nº95                       | 159 N102 |                   |
| 12238 |      | Alcobendas                 | Calle de la Caléndula - Calle de la Yuca                   | Calle de la Caléndula Nº87                       | 159 N102 |                   |
| 06863 |      | Alcobendas                 | Carretera A-1 - Calle de Cuesta Blanca                     | Carretera de Irún km. 14,2                       | 151 152C 153 154C 156 158 159 161 171 181 182 183 184 185 N101 N102 N103                                                  |                   |
| 06864 |      | Alcobendas                 | Carretera A-1 - El Encinar de los Reyes                    | Carretera de Irún km. 13                         | 151 152C 153 154C 155 156 158 159 161 171 181 182 183 184 185 N101 N102 N103                                              |                   |
| 06865 |      | Madrid                     | Avenida de Burgos - Dominicos                              | Avenida de Santo Domingo de la Calzada Nº1       | 151 152C 153 154C 155 156 157 157C 158 159 161 171 181 182 183 184 185 N101 N102 N103                                     |                   |
| 50000 |      | Madrid                     | Avenida de Burgos - Centro Financiero                      | Avenida de Burgos Nº135                          | 151 152C 153 154C 155 156 157 157C 158 159 161 171 181 182 183 184 185 N101 N102 N103                                     |                   |
| 3602 |      | Madrid                     | Avenida de Burgos Nº93                                     | Avenida de Burgos km. 10,1                       | 173 174 176 SE833 151 152C 153 154C 155 155B 156 157 157C 159 161 171 181 182 183 184 185 N101 N102 N103                  |                   |
| 3265 |      | Madrid                     | Avenida de Burgos Nº87 - Paso Elevado                      | Avenida de Burgos Nº87                           | 173 174 176 SE833 151 152C 153 154C 155 155B 156 157 157C 159 161 171 181 182 183 184 185 N101 N102 N103                  |                   |
| 10550 |      | Madrid                     | Paseo de la Castellana - Hospital La Paz                   | Paseo de la Castellana Nº296                     | 151 152C 153 154C 155 155B 156 157 157C 159 161 181 182 183 184 185 191193194195196197N101 N102 N103 N104                 | Begoña            |
| 18074 |      | Madrid                     | Intercambiador de Plaza de Castilla                        | Paseo de la Castellana Nº195                     | Descenso antes de la dársena 42                                                                                           | Plaza de Castilla |

1. ↑  A efectos de nomenclatura, para las líneas de la EMT esta parada se llama Paseo de la Castellana - Nudo Norte
2. 1 2 3 4 5 6 7  Sólo permite la subida de viajeros
3. 1 2 3 4 5 6 7 8 9 10 11 12 13 14 15 16 17 18 19 20 21 22 23  Sólo permite el descenso de viajeros
4. ↑  A efectos de nomenclatura, para las líneas de la EMT esta parada se llama Avenida de Burgos - Avenida de Manoteras